# حارة شبارق (صنعاء)
حارة شبارق هي إحدى حارات حي الفروسية بضواحي الأمانة مديرية سنحان وبني بهلول، بلغ تعداد سكانها 2293 نسمة حسب تعداد اليمن لعام 2004.